# Khartoum (Schiff)
Die HMS Khartoum (F45) war ein britischer Zerstörer der K-Klasse. Der im November 1939 in Dienst gestellte Zerstörer ging schon am 23. Juni 1940 vor Perim durch die Explosion eines Torpedos im hinteren Torpedorohrsatz verloren, als das entstandene Feuer nicht gelöscht werden konnte und Folgeexplosionen verursachte. Die so entstandenen Schäden wurden als so schwerwiegend erachtet, dass eine Bergung und Reparatur nicht mehr wirtschaftlich erschien.

## Geschichte des Schiffs
HMS Khartoum wurde am 27. Oktober 1937 bei Swan, Hunter & Wigham Richardson Ltd in Wallsend als Neubau mit der Baunummer 1551 auf Kiel gelegt, am 6. Februar 1939 vom Stapel gelassen und am 6. November 1939 als erstes Schiff der Royal Navy mit dem Namen der sudanesischen Hauptstadt Khartoum in Dienst gestellt. Nach der Indienststellung wurde es der 5. Zerstörerflottille der Home Fleet zugeteilt.

### Einsätze
Im Februar 1940 leistete die Khartoum von Rosyth aus Begleitdienste für die Geleitzüge nach Norwegen. Dabei erlitt sie bei mit hoher Fahrt durchgeführten Abwehrfahrten gegen U-Boote Strukturschäden, die einen längeren Werftaufenthalt erforderten. Den März und April 1940 verbrachte sie deshalb auf der Werft in Falmouth. Ein Anfang Mai geplanter Einsatz zur Evakuierung britischen Personals aus den Niederlanden und Belgien unterblieb wegen erneuter Antriebsprobleme.
Am 8. Mai 1940 wurde die Khartoum zur 14. Zerstörerflottille versetzt und lief am 16. Mai zusammen mit der Kandahar mit Kurs auf Gibraltar und das Mittelmeer aus Plymouth aus. Am 23. Mai traf sie bei der Flottille in Alexandria ein und übernahm Patrouillenaufgaben im Mittelmeer, um dann mit den Schwesterschiffen Kandahar, Kimberley und Kingston in das Rote Meer zu verlegen, wo die Zerstörer die Aktivitäten der in Eritrea stationierten italienischen Marineeinheiten zusammen mit Sloops der East Indies Station überwachen sollte, da mit einem baldigen Kriegseintritt Italiens gerechnet wurde.
Als der dann am 10. Juni 1940 erfolgte, verlegte der Zerstörer nach Aden, um einen Ausbruch der Italiener aus dem Roten Meer und die Flucht weiterer feindlicher Handelsschiffe nach Eritrea zu verhindern.

### Das Ende derKhartoum
Am 23. Juni 1940 wurde das italienische U-Boot Torricelli von der Khartoum zusammen mit den Zerstörern Kingston und Kandahar und der Sloop Shoreham bei Perim zum Auftauchen gezwungen. In dem nachfolgenden Artilleriegefecht, das zur Versenkung des U-Boots führte, erhielt die Khartoum einen Treffer im hinteren Torpedorohrsatz.
Mehrere Stunden später explodierte im hinteren Torpedorohrsatz der Khartoum der Drucklufttank eines Mark-IX-Torpedos. Der weggeschleuderte Gefechtskopf des Torpedos traf den hinteren Geschützturm und löste ein Feuer aus, das die Explosion des Munitionsvorrats verursachte und die Hecksektion hinter dem Maschinenraum unter Wasser setzte. Die Schäden waren so schwerwiegend, dass das Schiff vor Perim im Roten Meer auf Grund gesetzt werden musste. Das Wrack liegt auf der Position 12° 38′ N, 43° 24′ O. Die Besatzung wurde von der Kandahar in Sicherheit gebracht. Ein Mann der Besatzung wurde bei den Folgeexplosionen an Bord getötet, drei wurden schwer verwundet. Die Folgeexplosionen eines Munitionsmagazins und der Wasserbomben an Bord beschädigten das Schiff so schwer, dass eine Bergung und Reparatur nicht vertretbar erschien.
Die Khartoum war der erste Verlust eines Zerstörers der J- und K-Klasse im Zweiten Weltkrieg. Von den 16 dieses 1939 modernsten Zerstörertyps waren bei Kriegsende noch vier vorhanden.

### Bewaffnung
Die Bewaffnung bestand aus sechs 120-mm-L/45-Kanonen in Doppellafetten Mk.XII zum Einsatz gegen See- und Luftziele (zwei Türme vor der Brücke, der hintere in überhöhter Position; eine Lafette auf einer Plattform hinten). Als Fla-Bewaffnung besaß der Zerstörer ein 2-Pfünder-Vierlingsgeschütz Mk.VIII auf einer Plattform hinter dem Schornstein sowie zwei Vierfach-0,5-inch (12,7-mm)-Fla-MGs. Zehn Torpedorohre in zwei Sätzen zu je fünf Rohren komplettierten die Bewaffnung.